# Charles Malapert
Charles Malapert (Mons, 1581 – Vitoria-Gasteiz, 5 novembre 1630) è stato un astronomo, scrittore e gesuita belga che contestò le ipotesi di Copernico e Galileo sul moto di rotazione del sole  e sulla natura del sistema solare.

## Biografia

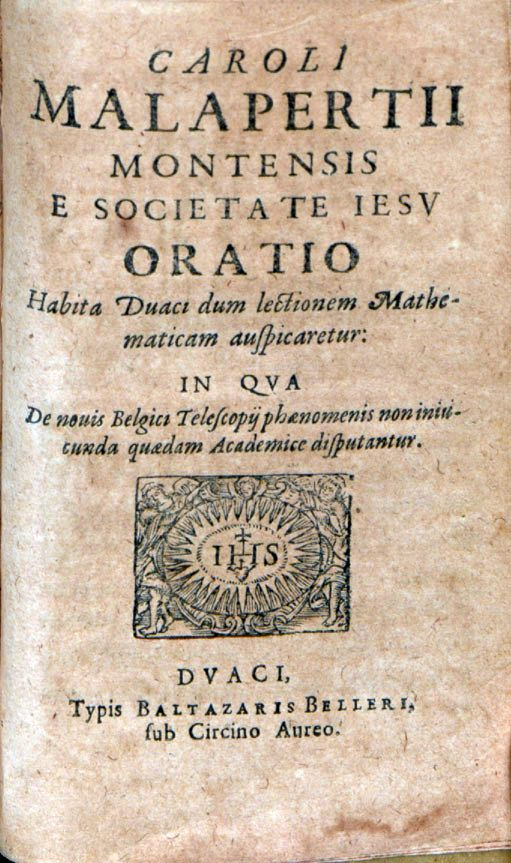
De novis belgici telescopii phaenomenis, 1619

Entrato nella Compagnia di Gesù nel 1600 fu dapprima docente di matematica a Pont à Mousson e dal 1620 a Douai. Qui scrisse la prolusione “Oratio habita Duaci…” in cui sottolineava l’importanza della matematica nello studio dell’astronomia che proprio in quegli anni stava avendo grande impulso a seguito dell’utilizzo del telescopio. Successivamente insegnò nel collegio della Compagnia di Gesù a Kalisz. Nel 1629 divenne rettore del collegio gesuitico di Arras. Fu tra i primi ad utilizzare il telescopio nelle osservazioni astronomiche specialmente nell’osservazione della luna e delle macchie solari. Nel suo testo Austriaca Sidera Heliocyclia... ipotizzò la presenza di sfere trasparenti concentriche intorno al sole descrivendo le macchie solari come ombre dovute a corpuscoli opachi presenti su tali sfere contestando in tal modo le relative ipotesi copernicane e galileiane del moto di rotazione del sole e della natura del sistema solare. Tali corpuscoli vennero chiamati da Malapert Sidera austriaca in onore degli Asburgo Nel 1618 osservò e descrisse la cometa apparsa in quell’anno. Nel 1630 fu inviato in Spagna per insegnare nel Colegio Imperial de la Compañía de Jesús di Madrid. Ammalatosi durante il viaggio di trasferimento morì a Vitoria-Gasteiz  appena messo piede in Spagna. Oltre alle opere di carattere astronomico scrisse anche poemi, opere teatrali e manuali per l'insegnamento della matematica tra cui Arithmeticae practicae....

## Riconoscimenti
A Charles Malapert la UAI ha intitolato il cratere lunare Malapert

## Opere
- (LA) De novis belgici telescopii phaenomenis, Douai, Balthazar Bellère, 1619.